# 嘉熙 (歌手)
朴祉映（1980年12月25日—），藝名嘉熙，韓國女歌手、舞者、演員，韓國女子團體After School第一期成員及第一任隊長，同時也是分隊After School Red隊長，2012年6月5日宣佈從After School畢業。
曾為Mnet選秀節目《PRODUCE 101》、《PRODUCE 101第二季》的舞蹈導師，與《PRODUCE 48》的一日導師 (只負責等級評價)。

## 經歷

### 1980－2000年：早年生活
朴嘉熙1980年12月25日出生在韓國江原道的一個小村莊。她對舞蹈的起步很晚，一直到16歲才發現自己對舞蹈的熱情。16歲時她迷上了南韓嘻哈團體Roo'ra，這是她立志成為歌手的一大動力。然而，由於家庭反對和現實條件的限制，她沒能接受任何專業訓練。高中三年，她努力自學舞蹈與歌唱等技能。畢業後，她父親要她就讀家鄉的大學，過普通學生生活。
嘉熙一開始服從家裡意見，進入了大學，然而最後還是無法忍受了。大二時她不顧家裡反對，離家出走，隻身遠赴南韓首都首爾追尋歌手夢想。她發誓「不成功就絕對不回家」。往後七年間父親再也和她沒有任何連絡。一個人來到首爾手邊什麼都沒有的她，正為經濟問題苦惱時，幸運地，一位朋友告訴她有個伴舞的工作面試機會。她在面試表現出色，得到了這份工作。嘉熙開始了舞者生涯，這時候的她是20歲。

### 2000－2006年：舞者時代
2000年，對舞蹈痴迷的嘉熙因表現亮眼，被選為DJ DOC名曲〈Run to You〉的主舞，這時她才入行三個月而已。然而，這個快速的成功招來了同行許多的嫉妒，最後她離開了舞團。離開舞團後為了生活，她做過很多工作，例如清潔工，推銷員，服務生等等，持續了一段不短的時間。
終於，一位SM Entertainment的編舞者打了一通電話給嘉熙，告訴她BoA在韓國出了專輯，公司需要一個臨時舞者，於是她前往應徵。她的舞藝震驚了SM的面試官，於是被留下擔任正職舞者。就這樣，她和BoA繼續了長達三年的合作，並慢慢在舞界累積名氣。
除了BoA以外，嘉熙還擔任過Jinusean、1TYM、Lexy、蔡妍、殷志源等歌手的舞者，她也是孫淡妃的舞蹈老師。

### 2006－2007年：S. Blush時期
2006年，在超過五年的專業舞者生涯後，嘉熙決心自己出道成為歌手。她加入了數位韓裔美國人組成的女子團體「S. Blush」，在美國出道，其作《It's My Life》2007年5月在Billboard舞曲榜得到第二名。然而因為種種因素，這團最後解散了。

### 2007－2012年：After School時期
2007年後半，嘉熙聯絡了舞者時代認識的BoA前經紀人（Pledis娛樂創辦人），他們一起為新團體的出道奔走籌畫。2009年1月，在數年的工作與挑選團員後，也是在她入行的第十年，嘉熙終於以After School隊長的身分在韓國出道。

### 2011年至今：solo歌手時期
在2010年，Pledis娛樂宣布嘉熙將發行首張個人solo專輯。經歷了幾番延遲，在2011年2月14日首張迷你專輯《回來吧 壞男人(돌아와 나쁜 너)》發行。
2012年6月5日官方宣布嘉熙會從After School畢業並以個人歌手形式單飛，2012年8月12日於After School第三次Fan Meeting《2012 Let's Play, PlayGirlz》中舉行了嘉熙的畢業典禮。
2013年10月10日以個人歌手形式正式回歸韓國歌壇發行第二張迷你專輯《Who are you?》 ，這是她自從After School畢業後的首次個人活動。
2015年1月19日嘉熙在自己的Twitter上宣布離開經紀公司Pledis娛樂，所屬社Pledis娛樂隨後也證實合約到期，雙方決定不續約。
2015年4月23日嘉熙接受韩国又石大学邀請擔任跆拳道系客座教授。
2016年3月26日嘉熙和筆記型電腦背包品牌Incase Korea的代表楊俊武（양준무）結婚，婚禮在夏威夷以非公開的方式舉行。嘉熙、楊俊武兩人是在教會認識後，進而發展成情侶的關係，而嘉熙在結婚後，仍會繼續進行演藝活動。2016年10月3日長子出生、2018年6月16日次子出生。
2021年12月10日，出演tvN的綜藝節目《媽媽是偶像》，組成限定女團「MAMADOL（마마돌）」，也可寫作「M.M.D」，出道主打為《WooAh HIP（우아힙）》，2022年1月21日首次於女子職業籃球賽作祝賀公演，1月27日於Mnet《M! Countdown》出道，1月28日發行單曲音源及公開舞蹈影音。

## 音樂作品

### 迷你專輯
| 專輯 | 專輯資料                                                 | 曲目 |
| ---- | -------------------------------------------------------- | --- |
| 1st  | 《回來吧 壞男人》 - 發行日期：2011年2月14日 - 語言：韓語 | 曲目 1. 回來吧 壞男人 2. One Love 3. 禮物 4. Rollercoaster                                                                                        |
| 2nd  | 《Who are you?》 - 發行日期：2013年10月10日 - 語言：韓語 | 曲目 1. Boys and Girls (feat. Swings) 2. It's Me (feat. Dumbfoundead) 3. Hey Boy (feat. Dok2) 4. Sinister (feat. Bekah) 5. 豐富多彩的世界 6. Slow |

### 合作
- 2008年 孫淡妃〈Bad Boy〉ft. 嘉熙
- 2009年 E.Bul〈I Want to Buy It〉ft. 嘉熙
- 2009年 One Two〈Starry Night〉ft. 嘉熙
- 2010年 淑熙 Suki〈One Love〉ft. 嘉熙
- 2015年 景峰〈Tonight〉ft. 嘉熙

## 影視作品

### 綜藝節目
- 2009年12月26日 《驚人的大會-Star King》
- 2010年2月13日 《MBC春节特辑 - 天下壮士摔跤之神》
- 2010年 SBS《強心臟》嘉賓（EP17、18、27、28、39、40）
- 2010年 《英雄豪傑》固定出演
- 2010年7月22日 SBS《Happy Together 3》與孫淡妃、鄭容和等共同出演
- 2011年6月25日、7月2日 《自由宣言星期六》 EP4、5
- 2011年10月8日 《驚人的大會-Star King》
- 2013年 MBC《孫淡妃的Beautiful Day》（손담비의 뷰티풀 데이즈）美容時尚節目，與孫淡妃共同主持。
- 2013年6月26日 MBC《黃金漁場》嘉賓
- 2015年1月19日、1月26日 《拜託了冰箱》 E10、11 (with蘇有珍)
- 2015年4月23日 SBS 《Happy Together 3》以姜均成的夥伴演出
- 2015年5月3日 MBC《神秘音樂秀：蒙面歌王》
- 2016年3月5日、3月12日《my little television》(我的小電視) E43、44
- 2016年 Mnet《PRODUCE 101》擔任練習生導師 固定出演
- 2017年 Mnet《PRODUCE 101 Season 2》擔任練習生導師 固定出演
- 2017年7月5日 MBC《Radio Star》E534
- 2018年1月28日 KBS 《超人回來了》 Ep211 (與兒子 Noah)
- 2018年 Mnet《PRODUCE 48》擔任練習生一日導師
- 2018年7月22日、7月29日 KBS 《超人回來了》 Ep235-236 (與兒子 Noah)
- 2021年：tvN《媽媽是偶像》 固定出演

### 電視劇
- 2009年：SBS《原來是美男》 特別出演 EP.1
- 2012年：KBS《Dream High 2》 飾演 玄智秀
- 2013年：NAVER TV CAST《因為尚未分手》飾演 申在熙

### 音樂劇
- 2014年 Bonnie&Clyde[19]
- 2014年 All Shook Up
- 2015年 MURDER BALLAD

## 主打歌曲紀錄
| 主打歌曲排名成績 | 主打歌曲排名成績 | 主打歌曲排名成績  | 主打歌曲排名成績 | 主打歌曲排名成績 | 主打歌曲排名成績 | 主打歌曲排名成績        | 主打歌曲排名成績 | 主打歌曲排名成績 |
| 專輯             | 歌曲             | Mnet M! Countdown | KBS 音樂銀行     | MBC 音樂中心     | SBS 人氣歌謠     | MBC MUSIC Show Champion | SBS MTV THE SHOW | 備註             |
| 2011年           | 2011年           | 2011年            | 2011年           | 2011年           | 2011年           | 2011年                  | 2011年           | 2011年           |
| ---------------- | ---------------- | ----------------- | ---------------- | ---------------- | ---------------- | ----------------------- | ---------------- | ---------------- |
| 回來吧 壞男人    | 回來吧 壞男人    | 9                 | 18               |                  | /                |                         |                  |                  |

## 外部連結
- 嘉熙的X（前Twitter）
- 嘉熙的Instagram帳戶